# Liskeard
Liskeard (in lingua cornica Lys Kerwyd) è un paese di 9 899 abitanti della Cornovaglia, in Inghilterra.

## Infrastrutture e trasporti
Nella stazione ferroviaria di Liskeard passa la Linea ferroviaria principale della Cornovaglia (Cornish Main Line), da Liskeard parte inoltre una linea ferroviaria che la collega a Looe dopo un percorso di 14 km, la Looe Valley Line.

## Amministrazione

### Gemellaggi

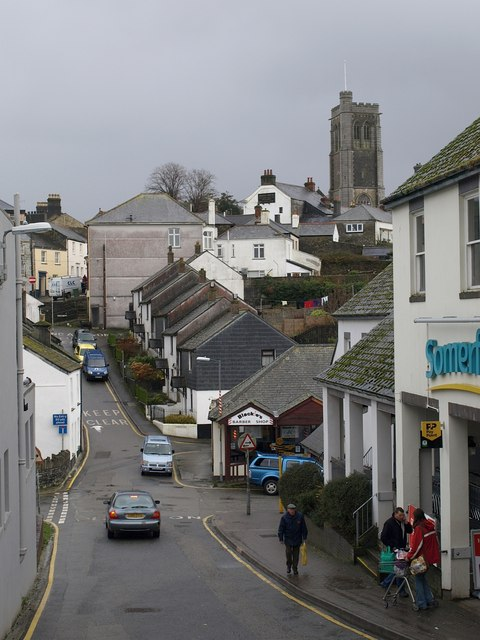
Pondbridge Hill, Liskeard

- Quimperlé, Francia